# Médecins d'aujourd'hui
Médecins d'aujourd'hui ou Médecin d'aujourd'hui au Québec (Medical Center) est une série télévisée médicale américaine en 171 épisodes de 50 minutes créée par Al C. Ward et Frank Glicksman, produite par MGM Television, et diffusée entre le 24 septembre 1969 et le 15 mars 1976 sur le réseau CBS.
Au Québec, elle a été diffusée à partir du 3 septembre 1973 à TVA. Elle reste inédite dans les autres pays francophones.

## Histoire
Dans la série, James Daly incarne le personnage du docteur Paul Lochner et Chad Everett le personnage du docteur Joe Gannon, les chirurgiens travaillant dans centre hospitalier universitaire fictif de Los Angeles. La série focalise à la fois sur la vie des médecins et sur celle des patients qui y sont présentés chaque semaine. Au cœur de la série, il y avait la tension entre la jeunesse et l'expérience, comme on le voit entre Lochner et Gannon. Outre son travail en tant que chirurgien, Gannon, en raison de son âge, a également travaillé en tant que chef des étudiants du département de la Santé à l'université.

## Distribution
- James Daly (VQ : Vincent Davy) : Dr Paul Lochner
- Chad Everett (VQ : Ronald France) : Dr Joe Gannon
- Chris Hutson : infirmière Courtland (128 épisodes)
- Virginia Hawkins (en) : infirmière Evvie Canford (53 épisodes)
- Audrey Totter : infirmière Wilcox (38 épisodes)

 Source et légende : version québécoise (VQ) sur Doublage.qc.ca

## Autour de la série
Le téléfilm pilote diffusé le 17 avril 1969 sur CBS mettait en vedette Edward G. Robinson dans le rôle du Dr Lee Forestman et Richard Bradford dans le rôle du Dr Joe Gannon. Conséquemment, il n'a jamais été rediffusé.

## Épisodes

### Pilotes (1969)
Opération du cœur (Operation Heartbeat)

## Classement
Classement de l'émission selon l'échelle de Nielsen :
| Saison | Classement |
| ------ | ---------- |
| 1      |            |
| 2      | #8         |
| 3      | #13        |
| 4      | #21        |
| 5      |            |
| 6      | #27        |
| 7      |            |